# Never Fail
Never Fail (v českém překladu z angličtiny nikdy neselhat) je desáté studiové album švýcarské thrash/groovemetalové kapely GurⱭ. Bylo vydáno v roce 2011 rakouským hudebním vydavatelstvím NoiseArt Records necelé tři roky po předchozím dlouhohrajícím albu Your Drug of Choice.

## Seznam skladeb
1. Never Fail – 3:46
2. Terminate – 3:59
3. Burn Yourself – 3:09
4. Rising from the Ashes – 4:53
5. Higher Meaning – 3:53
6. The Truth Will Leak  – 3:26
7. Blame Someone Else – 5:06
8. No Sleep for the Damned (Grapes of Wrath) – 4:24
9. Secret Underground (bonusová skladba) – 5:16
10. Velvet Apocalypse (instrumentální) – 6:40

## Sestava
- V.O. Pulver – vokály, kytara
- Patrick Müller (uveden jako Pat Marlon) – kytara
- Steve Karrer – bicí
- Franky Winkelmann – baskytara